# Bartłomiej Pawełczak
Bartłomiej Pawełczak (født 7. juni 1982 i Więcbork) er en polsk letvægtsroer. 
Han vandt ved Sommer-OL 2008 en sølvmedalje i klassen letvægtsfirer u. styrmand, hvor han roede sammen med Łukasz Pawłowski, Miłosz Bernatajtys og Paweł Rańda. 
Han har for sin sportpræstation modtaget det gyldne fortjenesteskors, der gives til polske borgere som har ydet noget specielt for staten.